# Beschichten
Unter Beschichten (englisch coating) wird in der Fertigungstechnik eine Hauptgruppe der Fertigungsverfahren nach DIN 8580 verstanden, die zum Aufbringen einer festhaftenden Schicht aus formlosem Stoff auf die Oberfläche eines Werkstückes genutzt werden.
Der entsprechende Vorgang sowie die aufgetragene Schicht selbst wird auch als Beschichtung  oder Coating bezeichnet. Bei einer Beschichtung kann es sich um eine dünne Schicht oder eine dicke Schicht sowie um mehrere in sich zusammenhängende Schichten handeln, die Unterscheidung ist nicht genau definiert und orientiert sich am Beschichtungsverfahren und Anwendungszweck.
Die Beschichtungsverfahren unterscheiden sich durch die Art der Schichtaufbringung in chemische, mechanische, thermische und thermomechanische Verfahren.
Das zugehörige Berufsbild ist der Verfahrensmechaniker für Beschichtungstechnik.

## Werkstoffe
Als Beschichtungswerkstoffe und Trägermaterialien (Substrate) können fast alle bekannten (festen) Materialien genutzt werden, das heißt Metalle, Isolatoren, Halbleiter, kristalline oder amorphe Materialien, textile Flächengebilde (Gewebe, Vliese, Maschenwaren), Folien u. v. m. Allerdings können nicht alle Materialien auf beliebigen Untergrundmaterialien aufgebracht werden. Beispielsweise können Schichtspannungen die Haftung der Beschichtung senken, so dass diese teilweise oder ganz abplatzt. Für eine gute Haftung der Schicht auf dem Untergrund (Substrat), einen störungsfreien Prozess, gleichmäßigen Auftrag und gute Beständigkeit der Schicht gegen Umwelteinflüsse werden bei allen Beschichtungsverfahren die Werkstücke in der Regel vor der Beschichtung mechanisch und/oder chemisch vorbehandelt. Die Ausprägung der Grenzflächenschicht (Interface) ist vom Beschichtungsverfahren und der Substratvorbehandlung (beispielsweise Schleifen, Mikrostrahlen, Beizen, Silanisieren oder Silikatisieren etc.) abhängig.

## Verfahren
Beschichtungsverfahren kann man unterscheiden nach
- dem Ausgangszustand des aufzubringenden Materials (siehe Tabelle),
- der Art des Trägermaterials (Substrat) und
- der Art des Haftvermittlers (Primer).

| gasförmig | flüssig | gelöst | fest |
| --- | --- | --- | --- |
| - Chemische Gasphasenabscheidung (auch CVD von engl. chemical vapor deposition) - Flammenbeschichtung (C-CVD), ein Atmosphärendruck-CVD-Verfahren - Physikalische Gasphasenabscheidung (auch PVD von engl. physical vapor deposition) - Sputtern (Kathodenzerstäubung) | - Bemalen bzw. Färbeln - Lackieren - Rotationsbeschichtung - Spritzlackieren - thermisches Spritzen - Plastifizieren - Tauchlackierung (anodisch oder kathodisch) - Schmelztauchen - Emaillieren - Schlitzdüsenbeschichtung - Rakelbeschichtung - Tauchbeschichtung - Sprühbeschichtung - Walzenbeschichtung - Mehrfachbeschichtung durch Kaskaden- oder Vorhanggießen - Wassertransferdruck | - Galvanisieren - Chromatieren - Verzinken - Phosphatieren - Verzinnen - Sol-Gel - Chemisch Nickel - Lüstersud - mechanische Verzinkung | - Thermisches Spritzen - Pulverbeschichten - Auftraglöten - Plasma-Pulver-Auftragschweißen - Auftragschweißen - Wirbelsintern |

## Anwendungen
In der Werkstofftechnik ist neben Legierung, Dotierung und Oberflächenstrukturierung die Methode der Beschichtung wichtig, um die physikalischen, elektrischen und/oder chemischen Eigenschaften von metallischen oder halbmetallischen Werkstoffen zu beeinflussen.
Die Beschichtung kann dabei beispielsweise über Aufdampfen oder Aufsprühen eines weiteren Werkstoffes oder aber durch Eintauchen in entsprechende (galvanische) Bäder erfolgen. Einige Verfahren beinhalten zusätzlich eine Wärmebehandlung wie z. B. die Nitrierverfahren, bei denen aus der Oberfläche die sogenannte Verbindungsschicht herauswächst. Die verschiedenen Beschichtungsverfahren sind, wie Methoden zur Strukturierung und Modifizierung von Oberflächen, Teil der Oberflächentechnik oder Wärmebehandlung.

## Eigenschaften und ihre Messbarkeit
Zur Beurteilung der Qualität einer Beschichtung werden verschiedene Eigenschaften herangezogen, z. B:
- Haftfestigkeit
- Schichtdicke
- Korrosionsbeständigkeit
- Dichtungsqualifikationen

Bleche werden mit biegefähigen Beschichtungen wie Zink-Nickel-Beschichtungen oder geeigneten Coil Coatings überzogen, wenn diese anschließend umgeformt werden sollen.
Zur Messung einzelner Eigenschaften gibt es verschiedene Verfahren. Man unterscheidet zwischen zerstörenden und zerstörungsfreien Methoden.

### Messung der Haftfestigkeit
Es gibt viele Messmethoden zur Haftfestigkeit. Eine weit verbreitete ist der Gitterschnitttest (nach ISO 2409). Dazu wird die Beschichtung kreuzweise angeritzt und dadurch in schachbrettartige Einzelsegmente unterteilt. Dann wird ein Klebeband aufgeklebt und wieder abgezogen. Anhand der Zahl der abgerissenen Segmente wird dann die Haftfestigkeit der Beschichtung ermittelt.
Parameter, die Haftfestigkeit einer Schicht auf Substrat bestimmen:
1. Zustand der Substratoberfläche:
  - Reinheit
  - Rauheit
2. Aktivierungsenergien für die Oberflächen- und Volumendiffusion

### Messung der Schichtdicke
Zur Bestimmung der Schichtdicke gibt es ebenfalls eine Vielzahl von Messmethoden. Gängig im Bereich der Lackierung und Galvanisierung von metallischen Grundwerkstoffen sind das Wirbelstrom- und magnetinduktive Verfahren (Magnetinduktive Methode). Weitere Messverfahren sind: Röntgenfluoreszenzverfahren, mikroskopische Schliffbildanalyse (geätzter Schliff), Wägeverfahren, Ellipsometrie u. a.

### Korrosionsschutz
Eine wichtige Aufgabe von Beschichtungen ist der Schutz von Metallen gegen Korrosion. Entscheidend für den Korrosionsschutz ist die Haftfestigkeit der Beschichtung auf dem Untergrund, daher werden meist spezielle Vorbehandlungen durchgeführt oder es werden vor der Beschichtung Haftvermittler eingesetzt. Die Beschichtungsmittel können auch selber korrosionshemmende Stoffe enthalten.
Für den Korrosionsschutz im Stahlbau kommen eine Fülle von Regelwerken zur Anwendung, beispielsweise
- DIN EN ISO 2063 für das Thermische Spritzen mit Zink
- DIN EN ISO 1461 für das Feuerverzinken (Stückverzinken)
- DIN 55633 für Pulver-Beschichtungssysteme
- DIN EN ISO 12944 für Nassbeschichtungssysteme.

Die Korrosionsbeständigkeit kann in Freifeldversuchen getestet werden. Da diese Versuche sehr langwierig sind, werden sie meist durch verschiedene kürzere Tests ersetzt, die bestimmte Belastungen beschleunigt simulieren sollen. Sprühnebeltests können die Korrosionsanfälligkeit durch Salze testen, wobei meistens Testzeiträume in der Größenordnung 1000–3000 Stunden angesetzt werden. Ein Zusammenhang zwischen der im Salzsprühtest aufgetretenen und der unter realen Bedingungen zu erwartenden Korrosion ist eher selten, da sich die Korrosionmechanismen in der Regel unterscheiden. Das ASTM-Komitee G-1 für die Korrosion von Metallen, zuständig für die Salzsprühnorm ASTM B 117, hat deshalb die folgende Resolution verfasst: „Das ASTM-Komitee G-1 für die Korrosion von Metallen bestätigt, dass Ergebnisse von Salzsprühprüfungen nach ASTM B 117 selten mit dem Verhalten in natürlichen Umgebungen übereinstimmen.“ Bei Klimatests werden die Prüfobjekte in einer Klimakammer wechselnden Temperaturen und Luftfeuchtigkeiten ausgesetzt; typische Testzeiträume liegen im Bereich von 7–30 Tagen. Die Beständigkeit gegenüber UV-Strahlung kann in speziellen Bestrahlungskammern geprüft werden, die teilweise auch Bewitterungen (z. B. Regen) nachbilden; typische Testzeiträume sind hierbei 1000 Stunden und mehr. Die Ergebnisse werden dann z. B. nach EN ISO 6270-2 (früher DIN 50017) bewertet.
Der Korrosionsschutz erfolgt bei unedlen Metallen wie Aluminium, Kupfer oder Zink durch die Reaktion des Metalles mit Sauerstoff, diese passive Oxidschicht wird auch Passivschicht oder Patina genannt. Hierbei verhindert die passivierende Schicht die weitere Reaktion des Sauerstoffs mit der Metalloberfläche. Da Metalle zum Korrodieren einen Elektrolyten und Sauerstoff benötigen, kann das Metall durch die passive Sperre der Oxidschicht vor weiterer Korrosion geschützt werden.

## Belege
1. ↑  DIN EN ISO 14713-1 - Zinküberzüge – Leitfäden und Empfehlungen zum Schutz von Eisen- und Stahlkonstruktionen vor Korrosion – Teil 1: Allgemeine Konstruktionsgrundsätze und Korrosionsbeständigkeit (ISO 14713-1:2009); Deutsche Fassung EN ISO 14713-1:2009, Seite 25